# Мајкл Карик
Мајкл Карик (енгл. Michael Carrick; рођен 28. јула 1981. у Валсенду, Енглеска) бивши је енглески фудбалер и садашњи тренер. Тренутно се налази на клупи Мидлсброа.

## Највећи успеси

### Вест Хем јунајтед
- Интертото куп (1) : 1999.

### Манчестер јунајтед
- Премијер лига (5) : 2006/07, 2007/08, 2008/09, 2010/11, 2012/13.
- ФА куп (1) : 2015/16.
- Лига куп Енглеске (3) : 2008/09, 2009/10, 2016/17.
- ФА Комјунити шилд (6) : 2007, 2008, 2010, 2011, 2013, 2016.
- Лига шампиона (1) : 2007/08. (финале 2008/09, 2010/11).
- Лига Европе (1) : 2016/17.
- Светско клупско првенство (1) : 2008.
- Суперкуп Европе : финале 2008.